# Manuel Vázquez Montalbán
Manuel Vázquez Montalbán (Barcelona, España, 14 de junio de 1939 - Bangkok, Tailandia, 18 de octubre de 2003) fue un escritor español conocido sobre todo por sus novelas protagonizadas por el detective Pepe Carvalho.
Personalidad casi inabarcable, se definió a sí mismo como "periodista, novelista, poeta, ensayista, antólogo, prologuista, humorista, crítico, gastrónomo, culé y prolífico en general", campos todos en los que destacó.

## Biografía
Se crio en El Raval y vivió en calle Botella 11 (donde ahora se encuentra el restaurante Arume y puede verse una placa conmemorativa), hijo único de una modista y de un militante del Partido Socialista Unificado de Cataluña (PSUC) no conoció a su padre hasta los 5 años, cuando este pudo salir de la cárcel. Él mismo militó más tarde en ese partido tras pasar primero por el Frente de Liberación Popular (FELIPE), ingresando en 1961; incluso llegó a ser miembro de su Comité Central; luego estuvo también en Iniciativa per Catalunya (ICV).
Estudió Filosofía y Letras en la Universidad de Barcelona, donde conoció a su futura esposa, la historiadora Anna Sallés, y en la Escuela de Periodismo de Barcelona. En diciembre de 1961 se casaron y en 1962 un Consejo de Guerra lo condena a él a tres años de prisión y a seis meses a su esposa, junto a dos estudiantes más, por participar en una huelga en apoyo de los mineros de Asturias. Los pasó en la cárcel de Lérida, donde escribió su primer libro, el ensayo Informe sobre la información, así como dos libros de poesía y el embrión de una futura novela; pero solo cumplió dieciocho meses de pena, pues salió a la calle en octubre de 1963 gracias a un indulto con motivo de la muerte del papa Juan XXIII.
Por entonces sobrevive con pequeños trabajos redactando artículos para las editoriales Larousse primero y Espasa después, hasta que gracias a su amigo Francisco Camino se integra en 1965 en la redacción del semanario ilustrado antifranquista Siglo XX, que apenas dura ocho meses debido a la entrada en vigor de la Ley de prensa de 1966 auspiciada por el ministro Manuel Fraga Iribarne, tras lo que pasa a la redacción de la revista Hogares Modernos. En 1969, por medio de a César Alonso de los Ríos, arranca propiamente su carrera periodística en la prestigiosa revista Triunfo bajo el seudónimo de "Sixto Cámara", un famoso periodista socialista decimonónico español. En ella, debuta con la sonada serie de artículos Crónica sentimental de España. Colabora además en diversas publicaciones como Solidaridad Nacional, Tele/eXprés, Por Favor y más tarde en El País e Interviú, en los que escribió hasta su muerte.
En 1966 nació su único hijo, Daniel Vázquez Sallés, que se convertiría también en escritor y le daría dos nietos: Daniel y Marc. Marc falleció el 30 de abril de 2021, en el Hospital Niño Jesús de Madrid, víctima de una septicemia fulminante a la edad de 10 años.  
En 1967 publicó su primer poemario, Una educación sentimental, seguido en 1969 por Movimientos sin éxito. En este mismo año abandona la militancia activa, como ya había hecho su esposa en 1967, aunque no las ideas marxistas, y aparece su novela Recordando a Dardé junto a una serie de relatos; es su primera incursión en la narrativa. Y en 1972 publica la primera novela cuyo protagonista es el detective privado Pepe Carvalho, sin duda su personaje más popular, Yo maté a Kennedy. Es un personaje muy peculiar: gastrónomo, desencantado de toda ideología y quemador de libros; con la serie de novelas que dedica a este personaje se transforma en un referente de la novela negra española y en uno de los más destacados representantes de la misma a nivel internacional. Convertido en un solicitado escritor profesional, solía decir: "Hasta los años setenta viví para escribir, a partir de entonces escribí para vivir". Fue según su hijo un "compañero de viaje incómodo de la gauche divine" y un anarquista de corazón, así como un hombre generoso que regalaba prólogos y buscaba editoriales a los escritores. En 1995 recibió el Premio Nacional de las Letras Españolas en reconocimiento a toda su obra. 
Vázquez Montalbán falleció el 18 de octubre de 2003 debido a un paro cardíaco en el aeropuerto de Bangkok, la capital de Tailandia. Tenía 64 años. El 3 de febrero de 2009 se inauguró en Barcelona la plaza Manuel Vázquez Montalbán, situada entre la calle de San Rafael y la Rambla del Raval, cerca de donde nació el escritor. A fines de 2016 su archivo y biblioteca fueron donados a la Biblioteca de Cataluña por su viuda Anna Sallés.

## El poeta
Se inicia como poeta en 1963 y es elegido como uno de los polémicos nueve novísimos de Castellet. En 1968 fue incluido en la Antología de la nueva poesía española. Su producción se caracteriza por el sentido lúdico y la ironía, siempre con una carga testimonial y crítica.[cita requerida] En Memoria y deseo. Poesía 1967-1983 reunió toda su obra poética anterior, desde Una educación sentimental a Praga, a la que más tarde añadiría Pero el viajero que huye en Memoria y deseo. Obra poética 1967-1990. Después, solo publicó el volumen Ciudad, en 1997, y la antología de poesía erótica Ars amandi en 2001.
Toda la obra de Vázquez Montalbán conforma un proyecto coherente basado en la necesidad de recuperación del pasado, es decir, de la historia y la memoria, desde una consciencia crítica y comprometida con la palabra. En su poesía están presentes todas sus propuestas literarias, conjuga realismo y vanguardia configurando un collage donde convergen aquellas influencias que determinaron su memoria y, por tanto, su identidad cultural, siempre híbrida y mestiza, testimonio de la resistencia contra el olvido de varias generaciones que vivieron sometidos al franquismo. Este proyecto surge, por tanto, de la necesidad de una cultura emancipadora que devuelva la voz a los silenciados por el sistema, que no tienen acceso al poder de la palabra. Una de las cuestiones más interesantes al respecto es la recuperación de la cultura popular con la que, no solo lleva a cabo esta narración de la memoria, sino que también se estructura esta poética de la ruptura, ya que; “la confluencia de la literatura y la cultura popular en la memoria permite la superación de las tradicionales barreras elitistas construidas por los árbitros culturales de la hegemonía” (Colmeiro, 2007: 5)
Escéptico respecto al poder transformador de la poesía, punto que le distancia de la poesía social en un momento en que esta se encuentra en crisis, en su obra poética afronta los conflictos de la realidad, yendo más allá de una estética realista, a través de la experimentación. Construye una poesía de la experiencia como totalidad: “Poliédrica e inclusiva en ella convive el sueño con lo imaginario, la experiencia estética con los distintos estados de conciencia frente a la historia y frente a la intimidad, incluida la relación amorosa, y en ella se interrelacionan la memoria personal y colectiva.” (Manuel Rico, 2008: 15)

Nos encontramos, pues, con una poética, como se dice, heterodoxa y mestiza, que aúna la poesía social y las vanguardias, siempre marcada por las tensiones entre el carácter histórico-biográfico, y la reflexión en torno a la autonomía del lenguaje poético y la negación contemporánea de su carácter referencial. Todo ello estructurado sobre dos conceptos fundamentales que darán nombre a sus poesías completas: la memoria y el deseo. Por un lado, memoria colectiva de la herencia recibida, y también memoria íntima de la propia experiencia vital de la que surge su identidad, y por otro, el deseo como utopía, metáfora de la pulsión de esperanza hacia la felicidad, y como lucidez ante las servidumbres de la historia. Esta confluencia de memoria y deseo inspira, como señala Mari Paz Belibrea, toda la obra de MVM;
Memoria y deseo, recuerdo y esperanza, crónica del pasado y utopía del futuro, realidad y sueño, individual y colectivo a la vez. Memoria y deseo que son precisamente las palabras fundamentales de T. S. Eliot […]. El universo caótico, compuesto de jirones de desolación y desesperanza, donde ni pasado ni futuro ofrecen redención, es encarnación patética de la tierra baldía que ha creado el capitalismo industrial. (1999: 12) 

## El novelista
Los rasgos de su poesía aparecen también en la novelística de Vázquez Montalbán. En ella, además de la serie que tiene a Carvalho como protagonista, destacan El pianista (1985), Premio Recalmere, sobre el papel del artista en la sociedad contemporánea, Los alegres muchachos de Atzavara (1987), radiografía moral de la élite social española emergente en las postrimerías del franquismo, Galíndez (1991), Premio Nacional de Narrativa y Premio Europeo de Literatura, que narra el secuestro en 1956 en Nueva York de Jesús de Galíndez, representante del gobierno vasco en el exilio, El estrangulador (1994), Premio de la Crítica, y Erec y Enide (2002).

### Serie Carvalho
Vázquez Montalbán creó una de las series de novela negra más exitosas y prolíficas de la literatura española. Esta serie, protagonizada por el detective Pepe Carvalho, fue un vehículo expresivo del autor para legar una crónica sociopolítica, histórica y cultural de los últimos 40 años.
Así, cada novela está claramente ambientada en el contexto histórico en el que fue escrita. Por ejemplo, en Asesinato en el Comité Central 1981 se consuma el asesinato de un dirigente comunista en plena crisis del eurocomunismo del PCE, mientras que en 1993 serán los fastos de la Barcelona olímpica lo que centre las aventuras del detective en Sabotaje olímpico.
Las novelas sirven al mismo tiempo para dar rienda suelta a la pasión desatada del escritor por la gastronomía. Diferentes personajes, algunos creados ex-profeso como Fuster, sirven al autor de excusa para disertar sobre las virtudes del asado argentino o la contundencia del ajoarriero.

## El gastrónomo
En todas las novelas de la serie Carvalho hay alguna referencia gastronómica, con algunas recetas inolvidables como la fideuá a base de fideos de arroz que prepara Los pájaros de Bangkok (1983). Esta estrecha relación con la gastronomía se convirtió en una de las señas de identidad de la serie, hasta el punto de que la presentación de Los pájaros de Bangkok, organizada por la Editorial Planeta, tuvo lugar en un exótico restaurante madrileño.
Las recetas gastronómicas de la serie fueron recopiladas en 1989 en el libro Las recetas de Carvalho, que tras su fallecimiento fue reeditado en 2012 con el título Carvalho Gourmet. Es también autor de una enciclopedia gastronómica de diez volúmenes ilustrados, que publicó entre 2002 y 2003 con el título Carvalho gastronómico.
Entre sus numerosas obras sobre gastronomía destaca Contra los gourmets (1985), obra para la iniciación en el mundo de la gastronomía donde despliega su amplio conocimiento gastronómico y recorre todos los alimentos y todas las cocinas del mundo, tanto la española como la cocina internacional, la cocina tradicional y la nouvelle cuisine.
En su testamento dejó dispuesto que tras su muerte se le incinerara y que sus cenizas fueran esparcidas en la pequeña Cala Montjoi, en la Costa Brava de Gerona, donde se encontraba el reputado como mejor restaurante del mundo, El Bulli.

## El ensayista
Escribió ensayos sobre periodismo, política, sociología, deporte, historia, cocina biografías, literatura o música y durante cierto tiempo se le tuvo como un experto en franquismo. Su primer ensayo, Informe sobre la Información (1963) sigue siendo uno de los mejores estudios sobre el periodismo publicados en España. Otras obras importantes son Manifiesto subnormal, 1970, Crónica sentimental de España, 1971, Joan Manuel Serrat, 1972, El libro gris de Televisión Española, 1973, Diccionario del Franquismo, 1977, Los demonios familiares de Franco, 1978, Historia y comunicación social, 1980, Mis almuerzos con gente inquietante, 1984, Crónica sentimental de la transición, 1985, Contra los gourmets, 1985, Panfleto desde el planeta de los simios, 1995, Pasionaria y los siete enanitos, 1995, Un polaco en la corte del rey Juan Carlos, 1996, análisis de la vida política en Madrid en los últimos años de gobierno de Felipe González, Y Dios entró en La Habana, 1998, sobre Cuba, Fidel Castro y la visita del papa Juan Pablo II, Marcos: el señor de los espejos, 1999, sobre el Subcomandante Marcos y el levantamiento de Chiapas y La aznaridad, 2003, publicado de forma póstuma.

## El periodista
La editorial Debate publicó toda la obra periodística de Manuel Vázquez Montalbán en tres volúmenes, el primero de los cuales reúne sus artículos de juventud, escritos entre 1960 y 1973.
El segundo volumen se publicó en febrero de 2011 y el último, en febrero de 2012. En el que abre la serie, 'Volumen I. La construcción de columnista (1960-1973)', se rememora su debut en la prensa falangista y las posteriores dificultades para encontrar trabajo, tras una condena por un delito político.
Después de Siglo 20, una revista de información general en la que hace de redactor jefe y que se cerró por orden ministerial, se gana la vida en Hogares modernos, una revista de decoración de la que es el único redactor.
En el primer periódico que le contrata, Tele/eXprés, prosigue con sus pruebas con la ficción y luego en la revista Triunfo ya se convirtió en una referencia con sus reportajes de nuevo cuño y las columnas en las que mezclaba comentarios políticos con personajes de ficción.
La antología proseguirá con 'Del humor al desencanto (1974-1986)', que empieza con Por Favor, el intento más ambicioso de Vázquez Montalbán de reírse e informar a la vez, con la ayuda de Forges, Perich, Maruja Torres, Joan de Sagarra, Joan Fuster y Juan Marsé.
El tercer volumen, 'Las batallas perdidas (1987-2003)', cuando ya era todo un referente del periodismo de orientación de izquierdas y combina las columnas semanales en El País, Interviú y el diario Avui.

## Premios y homenajes

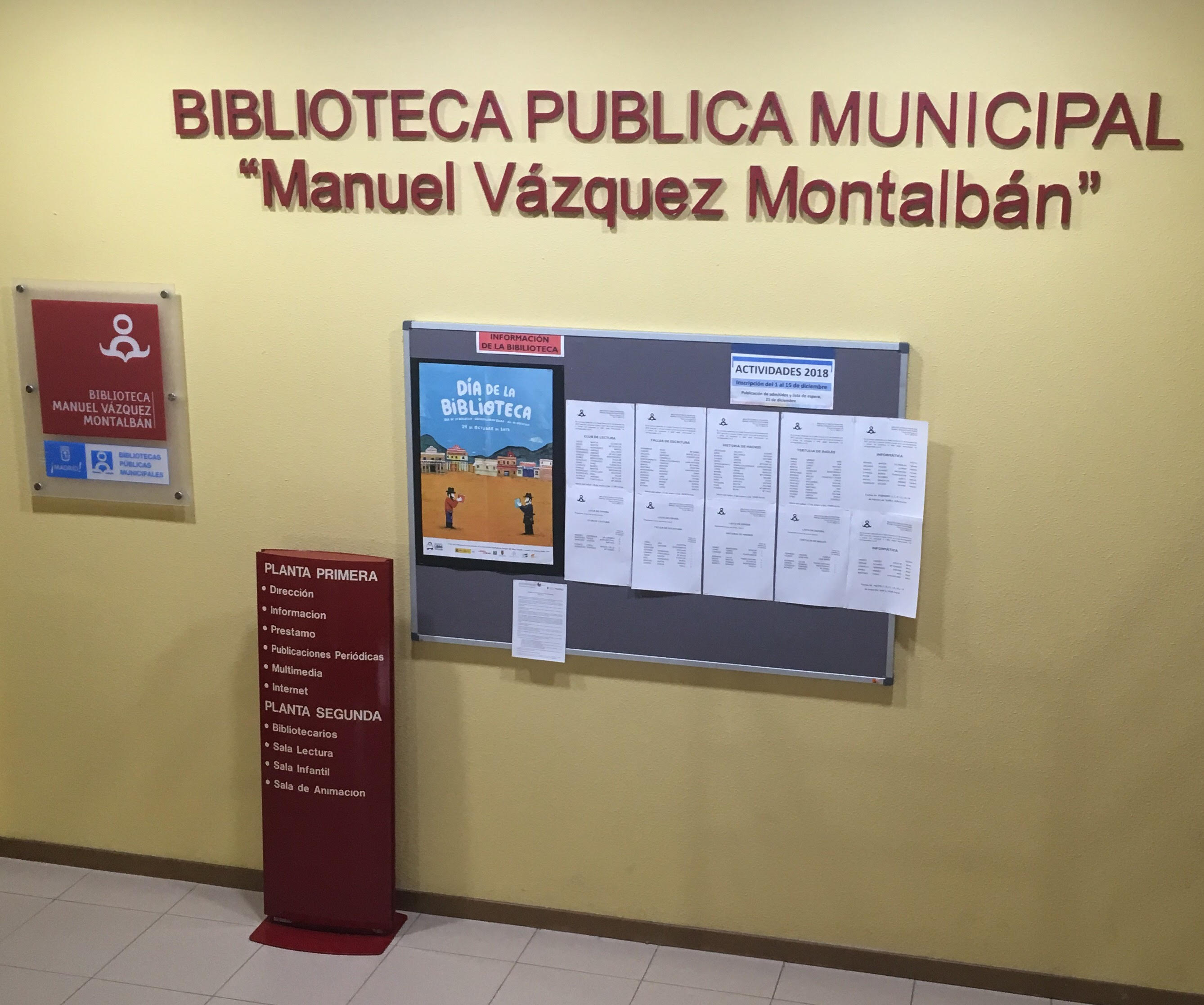
Biblioteca Pública Municipal Vázquez Montalbán.

Vázquez Montalbán recibió numerosos premios a lo largo de su vida, entre los que destacan los siguientes:
- 1991, Premio Nacional de Narrativa, por Galíndez.
- 1992, Premio Europeo de Literatura, por Galíndez.[17]
- 1994, Premio de la Crítica, por El estrangulador.
- 1994, Premio Internacional de Literatura Ennio Flaiano, por Autobiografía del general Franco.
- 1995, Premio Nacional de las Letras Españolas.

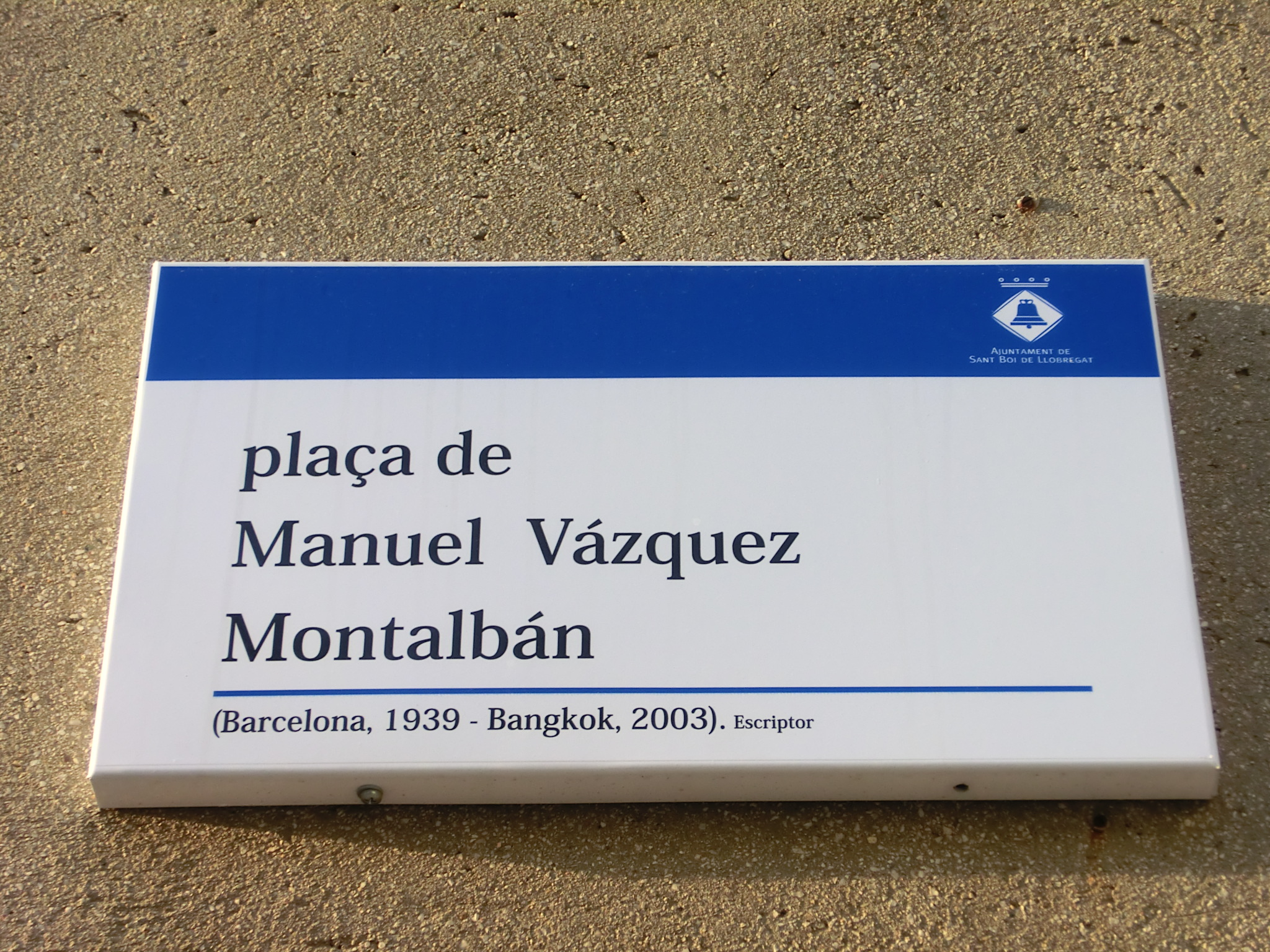
Plaza Vázquez Montalbán en San Baudilio de Llobregat

Desde 2007 existe una calle llamada Manuel Vázquez Montalbán en la localidad de Getafe (Madrid). Anteriormente, el Ayuntamiento de San Baudilio de Llobregat (Barcelona) dio este nombre a una plaza situada en el barrio de Casablanca. También son bautizados en su honor el centro cívico Vázquez Montalbán de Vallvidrera (Barcelona) y el Instituto de Educación Secundaria "Manuel Vázquez Montalbán" de San Adrián de Besós (Barcelona), que adopta esta denominación tras su fallecimiento. Desde el 29 de junio de 2018 también cuenta con una glorieta en la localidad madrileña de Valdemoro.

## Premios en su nombre
- El Colegio de Periodistas de Cataluña otorga desde 2004 el Premio Internacional de Periodismo Vázquez Montalbán en su memoria. Este se entrega en las categorías de periodismo deportivo y periodismo cultural o político, recordando así las dos facetas de su trabajo en este campo.
- En 2004 se le dedicó el VIII premio Nostromo de narrativa marítima que fue a parar a la novela El veneno del Escorpión.

- En 2006 el Ayuntamiento de Barcelona entrega por primera vez el Premio Pepe Carvalho, que se concede a escritores de novelas policiales o negras.

## Homenajes de otros escritores
Manuel Vázquez Montalbán ha servido de inspiración al escritor italiano Andrea Camilleri a la hora de poner nombre al protagonista de su serie de novelas y narraciones cortas sobre el comisario Montalbano. Así, Montalbano sería una italianización de Montalbán. De hecho, el personaje de ficción es aficionado a las novelas policiacas escritas por Vázquez Montalbán, que conformaron la serie sobre Pepe Carvalho.

## Obra

### Poesía
- Una educación sentimental, El Bardo, 1967
- Movimientos sin éxito, El Bardo, 1969
- Coplas a la muerte de mi tía Daniela, El Bardo, 1973
- A la sombra de las muchachas sin flor, El Bardo, 1973
- Praga, Lumen, 1982
- Memoria y deseo. Poesía 1967-1983, Seix Barral, 1983
- Pero el viajero que huye, Visor, 1990
- Memoria y deseo. Obra poética 1967-1990, Grijalbo, 1990
- Ciudad, Visor, 1997
- Ars amandi, Bartleby Editores, 2001, antología
- Rosebud, inédito incluido en Memoria y deseo, 2008
- Construcción y deconstrucción de una teoría de la almendra de Proust complementaria de la construcción y deconstrucción de una teoría de la magdalena de Benet Rossell, casi inédito incluido en Memoria y deseo, 2008
- Memoria y deseo. Poesía completa 1967-2003, Península, 2008

### Novela
- Recordando a Dardé (en Recordando a Dardé y otros relatos, Seix Barral, 1969, y en Tres novelas ejemplares, Bruguera, 1983, Espasa-Calpe, 1988)
- Yo maté a Kennedy. Impresiones, observaciones y memorias de un guardaespaldas, Serie Carvalho, Planeta, 1972
- Tatuaje, Serie Carvalho, Batlló, 1974, Planeta, 1986
- Happy end, Gaya Ciencia, 1974 (también en Tres novelas ejemplares, Bruguera, 1983, Espasa-Calpe, 1988, y en Escritos subnormales, Seix Barral, 1989, Mondadori, 2000)
- La soledad del mánager, Serie Carvalho, Planeta, 1977
- Los mares del Sur, Serie Carvalho, Planeta, 1979
- Asesinato en el Comité Central, Serie Carvalho, Planeta, 1981
- Los pájaros de Bangkok, Serie Carvalho, Planeta, 1983
- La vida privada del doctor Betriu (en Tres novelas ejemplares, Bruguera, 1983, Espasa-Calpe, 1988)
- La rosa de Alejandría, Serie Carvalho, Planeta, 1984
- El pianista, Círculo de Lectores, 1985, Mondadori, 1996
- El matarife, Almarabu, 1986 (también en Pigmalión y otros relatos, Seix Barral, 1987, Mondadori, 2000)
- El Balneario, Serie Carvalho, Planeta, 1986
- Los alegres muchachos de Atzavara, Seix Barral, 1987, Mondadori, 2000
- Pigmalión (en Pigmalión y otros relatos, Seix Barral, 1987, Mondadori, 2000)
- Asesinato en Prado del Rey (en Asesinato en Prado del Rey y otras historias sórdidas, Serie Carvalho, Planeta, 1987)
- Cuarteto, Mondadori, 1988 y 2001
- El delantero centro fue asesinado al atardecer, Serie Carvalho, Planeta, 1988
- Galíndez, Planeta, 1990
- El laberinto griego, Serie Carvalho, Planeta, 1991
- Autobiografía del general Franco, Planeta, 1992
- Sabotaje olímpico, Serie Carvalho, Planeta, 1993
- El hermano pequeño (en El hermano pequeño, Serie Carvalho, Planeta, 1994)
- Roldán, ni vivo ni muerto, Serie Carvalho, Planeta, 1994
- El estrangulador, Mondadori, 1994 y 2000
- El premio, Serie Carvalho, Planeta, 1996
- La muchacha que pudo ser Emmanuelle, Serie Carvalho, El País, 3 al 30 de agosto de 1997 (también en Cuentos negros, Galaxia Gutenberg, 2011)
- Quinteto de Buenos Aires, Serie Carvalho, Planeta, 1997
- O César o nada, Planeta, 1998
- El señor de los bonsáis, Alfaguara, 1999
- El hombre de mi vida, Serie Carvalho, Planeta, 2000
- Erec y Enide, Planeta, 2002
- Milenio Carvalho I. Rumbo a Kabul, Serie Carvalho, Planeta, 2004
- Milenio Carvalho II. En las antípodas, Serie Carvalho, Planeta, 2004
- Los papeles de Admunsen, Navona, 2023

### Cuento
- Recordando a Dardé y otros relatos, Seix Barral, 1969
- Historias de fantasmas, Serie Carvalho, Planeta, 1987
- Historias de padres e hijos, Serie Carvalho, Planeta, 1987
- Tres historias de amor, Serie Carvalho, Planeta, 1987
- Pigmalión y otros relatos, Seix Barral, 1987, Mondadori, 2000
- Historias de política ficción, Serie Carvalho, Planeta, 1987
- Asesinato en Prado del Rey y otras historias sórdidas, Serie Carvalho, Planeta, 1987
- El hermano pequeño, Serie Carvalho, Planeta, 1994
- Cuentos blancos, Galaxia Gutenberg, 2011
- Cuentos negros, Serie Carvalho, Galaxia Gutenberg, 2011

### Ensayo
- Informe sobre la información, Fontanella, 1963, tercera edición ampliada, 1975
- Manifiesto subnormal, Kairós, 1970 (también en Escritos subnormales, Seix Barral, 1989, Pellicanolibri, 1980)
- Crónica sentimental de España, Lumen, 1971, Grijalbo, 1998
- Joan Manuel Serrat, Júcar, 1972, 1976, 1978 y 1984, Nortesur, 2010
- El libro gris de Televisión Española, Ediciones 99, 1973
- Las noticias y la información, Salvat Editores, 1973
- La vía chilena al golpe de estado, Saturno, 1973
- La penetración americana en España, Cuadernos para el Diálogo, 1974
- Cien años de canción y Music Hall, Difusora Internacional, 1974
- La Capilla Sixtina: del proceso de Burgos al espíritu de febrero, Kairós, 1975
- ¿Qué es el imperialismo?, Gaya Ciencia, 1976
- Diccionario del Franquismo, Dopesa, 1977
- Cómo liquidaron al franquismo en dieciséis meses y un día, Planeta, 1977
- Imágenes y recuerdos. 1919-1930. La rebelión de las masas, Difusora Internacional, 1977
- L'art del menjar a Catalunya, Edicions 62, 1977
- Los demonios familiares de Franco, Dopesa, 1978, Diario Público, 2009
- La cocina catalana: el arte de comer en Cataluña, Península, 1979
- La palabra libre en la ciudad libre, Gedisa, 1979
- Historia y comunicación social, Bruguera, 1980, Crítica, 1997, Mondadori, 2000
- Las Cocinas de España: Cataluña; Extremadura; Galicia; Valencia, Sedmay, 1980
- Recetas inmorales, Oh Sauce, 1981, Afanias, 1996
- Mis almuerzos con gente inquietante, Planeta, 1984
- Crónica sentimental de la transición, Planeta, 1985
- Contra los gourmets, Difusora Internacional, 1985, Mondadori, 2001
- Tiempo para la mesa, Difusora Internacional, 1986
- Barcelones, Empúries, 1987
- Barcelonas, Empúries, 1987
- Rafael Ribó: l'optimisme de la raó, Planeta, 1988
- Rafael Ribó: el optimismo de la razón, Planeta, 1988
- Escenas de la literatura universal y retratos de grandes autores (Dibujos de Willi Glasauer), Círculo de Lectores, 1988
- L'esquerra neccessària, Organismos oficiales de administración, 1989
- Las recetas de Carvalho, Serie Carvalho, Planeta, 1989
- Escritos subnormales, Seix Barral, 1989, Mondadori, 2000
- Moscú de la revolución, Planeta, 1990
- Veinticinco años, veinticinco anuarios: del apagón de Nueva York a la caída del muro de Berlín, Difusora Internacional, 1991
- Gauguin, Flohic, 1991
- La literatura y la construcción de la ciudad democrática, Bancaja, 1992
- Decàleg del culé, Columna, 1992
- Novela negra, novela política, Ibercaja, 1993
- Felípicas (Sobre las miserias de la razón práctica), El País/Aguilar, 1994
- Panfleto desde el planeta de los simios, Crítica, 1995, Mondadori, 2000
- Pasionaria y los siete enanitos, Planeta, 1995
- Les meves receptes de cuina catalana, Ediciones 62, 1995
- El poder, Espasa, 1996, antología de textos, selección de Francisco J. Satué
- Un polaco en la corte del rey Juan Carlos, Alfaguara, 1996
- El escriba sentado, Crítica, 1997, Mondadori, 2001, Diario Público, 2009
- Elogis desmesurats,  Empuréis, 1997
- La literatura en la construcción de la ciudad democrática, Crítica, 1998, Mondadori, 2001
- Y Dios entró en La Habana, El País/Aguilar, 1998
- Marcos: el señor de los espejos, El País/Aguilar, 1999
- Carvalho gastronómico 1. Saber o no saber, Serie Carvalho, Ediciones B, 2002
- Carvalho gastronómico 2. La cocina de autor en España, Serie Carvalho, Ediciones B, 2002
- Carvalho gastronómico 3. La cocina del Mediterráneo y la mediterraneidad, Serie Carvalho, Ediciones B, 2003
- Carvalho gastronómico 4. Beber o no beber, Serie Carvalho, Ediciones B, 2003
- Carvalho gastronómico 5. Guía de restaurantes obligatorios, Serie Carvalho, Ediciones B, 2003
- Carvalho gastronómico 6. La cocina de la harina y el cordero, Serie Carvalho, Ediciones B, 2003
- Carvalho gastronómico 7. La cocina del mestizaje, Serie Carvalho, Ediciones B, 2003
- Carvalho gastronómico 8. La cocina de los finisterres, Serie Carvalho, Ediciones B, 2003
- Carvalho gastronómico 9. Diccionario indispensable para la supervivencia, Serie Carvalho, Ediciones B, 2003
- Carvalho gastronómico 10. El otro recetario, Serie Carvalho, Ediciones B, 2003
- Geometría y compasión, Mondadori, 2003
- La aznaridad, Mondadori, 2003
- Fútbol. Una religión en busca de un Dios, Arena Abierta, 2005
- La ciudad: ese imaginario o circunloquio sobre la deconstrucción de Barcelona, Revista Antípodas, número XVIII, 2007
- Jack el Decorador, De Bolsillo, 2008

### Teatro y radio
- Guillermotta en el país de las Guillerminas, Anagrama, 1973, espectáculo de Music Hall, música de Juan Luis Moraleda y José Aponte, escrito para ser interpretado por Guillermina Motta (también en Escritos subnormales, Seix Barral, 1989, Mondadori, 2000)
- Cuestiones marxistas, Anagrama, 1974 (también en Escritos subnormales, Seix Barral, 1989, Mondadori, 2000)
- Flor de nit, Editorial Boileau, 1992, libreto de musical, música de Albert Guinovart
- Antes de que el milenio nos separe. Carvalho contra Vázquez Montalbán, monólogo teatral (en Carvalho 25 años. Estuche conmemorativo, Serie Carvalho, Planeta, 1997)
- María Hitler, 1984, guion radiofónico inédito
- El viatge, o els cadàvers exquisits, (1989) adaptación teatral de la novela El Pianista.

### En colaboración con otros
- Nueve novísimos poetas españoles, Barral Editores, 1970, selección de Josep Maria Castellet, incluye poemas de Manuel Vázquez Montalbán, Antonio Martínez Sarrión, José María Álvarez, Félix de Azúa, Pere Gimferrer, Vicente Molina Foix, Guillermo Carnero, Ana María Moix y Leopoldo María Panero
- Cien años de deporte, Difusora Internacional, 1972, varios autores
- Diàlegs a Barcelona, Ayuntamiento de Barcelona, 1985, diálogos entre Manuel Vázquez Montalbán y Jaume Fuster
- Barcelona, cap a on vas? Diàlegs per a una altra Barcelona, Tempestad Política, 1991, diálogos entre Manuel Vázquez Montalbán y Eduard Moreno
- Barcelona, ¿a dónde vas? Diálogos para otra Barcelona, Tempestad Política, 1991, diálogos entre Manuel Vázquez Montalbán y Eduard Moreno
- Ría de Bilbao: vulkanoren sutegia, Bilbao Bizkaia Kutxa, 1994, de Manuel Vázquez Montalbán y Joan Fontcuberta
- Reflexiones de Robinsón ante un bacalao (en La gula, Lumen, 1995, de Manuel Vázquez Montalbán y Jean-Hubert Martin)
- Carvalho 25 años. Estuche conmemorativo, Serie Carvalho, Planeta, 1997:

Antes de que el milenio nos separe. Carvalho contra Vázquez Montalbán, monólogo teatral de Manuel Vázquez Montalbán
A Carvalho y Vázquez Montalbán. Dedicatorias I, varios autores
A Vázquez Montalbán y Carvalho. Dedicatorias II, varios autores
Un paseo visual, fotografías de escenarios de la serie Carvalho
Pepe Carvalho, una noticia biográfica I. El país de la infancia de Quim Aranda
Pepe Carvalho, una noticia biográfica II. Viaje de ida y vuelta de Quim Aranda
101 preguntas sobre Carvalho. Test del perfecto carvalhista de Quim Aranda

### Bajo seudónimo
Como Luis Dávila
- Política y deporte, Editorial Andorra, 1972, prólogo de Manuel Vázquez Montalbán

Como Manolo V el Empecinado
- La educación de Palmira, Editorial Andorra, 1972, cómic, dibujos de Nuria Pompeia, epílogo de Sixto Cámara (seudónimo de Manuel Vázquez Montalbán)
- Lo mejor de Por Favor, Punch, 1974, viñetas de Jaume Perich
- El año del ¡Ay!, ¡Ay!, ¡Ay!, Sedmay, 1976, viñetas de Jaume Perich

### Como antólogo
- Antología de la nova cançó catalana, Cultura Popular, 1968
- Cancionero general I, Lumen, 1972
- Cancionero general del franquismo I, Crítica, 2000
- Cancionero general del franquismo II, Crítica, 2000